# Laura Nezha
Laura Nezha, född 16 september 1990 i Tirana, är en albansk sångerska.
Nezha slog igenom år 2011 då hon deltog i musiktävlingen Kënga Magjike 13 med låten "Jo s'e di", producerad av Stine, som snabbt blev populär. Dess video på Youtube blev en av tävlingens mest sedda. Under våren 2012 ställde hon upp i Top Fests nionde upplaga med låten "Edhe pse gabim". Även denna låt gjordes av Stine. Hon lyckades med låten ta sig vidare till semifinal men gick inte vidare till finalen.